# James Edward Tierney Aitchison
James Edward Tierney Aitchison (Nimach, Índia, 28 de outubro de 1836 — Morlake, Surrey, Inglaterra, 30 de setembro de 1898) foi um médico e botânico britânico .

## Biografia
Após obter seu  título de doutor em medicina na Universidade de Edimburgo em 1858  entra no Serviço Médico de Bengala.  Coletou plantas na Índia de  1861 a 1872,  no Afeganistão de  1879 a 1885 e, ocasionalmente, na Irlanda de  1867  até 1869.
Foi membro da Sociedade Linneana de Londres a partir de 1863 e membro da Royal Society a partir de  1883.
Seu herbário está conservado nos Jardins Botânicos Reais de Kew e em Calcutá.  William Botting Hemsley (1843-1924) deu o nome do gênero Aitchisonia em sua homenagem.

## Obras
Publicou um  Catalogue of plants of Punjab and Sindh em 1869, “On the flora of Kuram Valley, etc. Afghanistan”  no  Journal of Linnean Society  em  1880-1881 e diversos outros artigos nas publicações da Sociedade Linneana da Londres.